# 王省身
王省身（？—1610年），號豫凡，河南開封府陳州西華縣人，明朝政治人物。

## 生平
萬曆二十二年（1594年）甲午科河南乡试舉人，二十六年（1598年）戊戌科進士，通政司觀政，任高平知县，修城池，行保甲，著乡约，民立祠祀之。擢刑部主事，歴官刑部郎中，萬曆三十八年卒于官。省身邃于理学，名儒多归之。著《利善图解说》。